# Гостів
Го́стів — село в Україні, у Тлумацькій міській громаді Івано-Франківського району Івано-Франківської області. До 2020 центр сільської ради. Населення становить 1000 осіб (станом на 2023 рік). Село розташоване на півдні району, за 7,5 кілометра від центру громади.

## Назва
Існує декілька версій походження назви села. Воно було розташоване на горбистій місцевості, тому можна припускати що назва виникла внаслідок трансформації назв. Існує декілька версій.
1. Горбистів - Гористів - Гостів.
2. Селом часто проїжджали купці до недалекої Торговиці. У долині між горбами біля чистого джерела любили відпочивати - "гоститись". Звідси пішла назва села.
3. Село розташоване при дорозі - гостинці, по які їхали здалека купці на торги та по сіль в Коломию. Від слова "гостинець" пішла назва села Гостова.
4. Назва села анторопоморфного походження і виводиться від слова Гість - Гостило - Гостів.[7]

Колишня назва населеного пункту — село «Гостівське».

## Історія
Про те, що Гостів стародавнє поселення, свідчать кам'яні знаряддя праці, знайдені на його території. Так, наприклад, один із жителів села в середині 70-х років ХХ століття знайшов кам'яну сокиру доби пізнього палеоліту, яка сьогодні зберігається в Івано-Франківському музеї археології Прикарпатського національного університету імені Василя Стефаника.
Вперше село Гостів згадується в 1439 - 1443 рр. Hostowь:
1-е значення - Гостовь записано з твердим знаком.
2-е значення Гостилів - Гостило - Гостів від дієслова "гостити", той що "гостить".
З 1437 року, першої письмової згадки, село входить до Галицького дістрікту (округу).
У податковому реєстрі 1515 року в селі документується піп (отже, уже тоді була церква) і 3 лани (близько 75 га) оброблюваної землі.
Від 1772 року село було під окупацієї Австро-Угорщини. З 1871 Гостів входить до складу Тлумацького повіту Станіславського округу.
З 1896 року входить до новоствореного повітового староства з центром в Отинії.
У 1934-1939 рр. село входило до об’єднаної сільської ґміни Тарновіца Польна Тлумацького повіту.
У 1939 році в селі проживало 2 110 мешканців, з них 1 300 українців-грекокатоликів, 760 українців-римокатоликів, 20 поляків і 30 євреїв
З 1940 року Отинійську збірну гміну реорганізовано в Отинійський район, до якого входить Гостів із присілком Рожен на розвилці доріг і річок.
30 грудня 1962 року Отинійський район ліквідовано. Село Гостів входить до Коломийського району.
1965 року під час чергової адміністративної реорганізації до складу Тлумацького району було внесено село Гостів, що існує до цього часу.
12 червня 2020 року, відповідно до Розпорядження Кабінету Міністрів України  № 714-р «Про визначення адміністративних центрів та затвердження територій територіальних громад Івано-Франківської області», увійшло до складу Тлумацької міської громади.
19 липня 2020 року, в результаті адміністративно-територіальної реформи та ліквідації Тлумацького району, село увійшло до складу новоутвореного Івано-Франківського району.

## Географія
Село Гостів лежить за 7,5 км на південь від районного центру, фізична відстань до Києва — 423,8 км.
| Клімат Гостова          | Клімат Гостова | Клімат Гостова | Клімат Гостова | Клімат Гостова | Клімат Гостова | Клімат Гостова | Клімат Гостова | Клімат Гостова | Клімат Гостова | Клімат Гостова | Клімат Гостова | Клімат Гостова | Клімат Гостова |
| Показник                | Січ.           | Лют.           | Бер.           | Квіт.          | Трав.          | Черв.          | Лип.           | Серп.          | Вер.           | Жовт.          | Лист.          | Груд.          | Рік            |
| Середній максимум, °C   | −0,8           | 0,8            | 6,1            | 13,8           | 19,5           | 22,5           | 23,8           | 23,3           | 19,2           | 13,5           | 6,3            | 1,3            | 12,4           |
| Середня температура, °C | −4,1           | −2,4           | 2,1            | 8,7            | 14,0           | 17,1           | 18,4           | 17,8           | 13,9           | 8,7            | 3,1            | −1,5           | 8,0            |
| Середній мінімум, °C    | −7,4           | −5,6           | −1,9           | 3,6            | 8,5            | 11,7           | 13,1           | 12,3           | 8,7            | 3,9            | 0,0            | −4,2           | 3,6            |
| Норма опадів, мм        | 32             | 32             | 34             | 54             | 82             | 99             | 99             | 74             | 53             | 38             | 38             | 41             | 676            |
| ----------------------- | -------------- | -------------- | -------------- | -------------- | -------------- | -------------- | -------------- | -------------- | -------------- | -------------- | -------------- | -------------- | -------------- |
| Джерело:                |                |                |                |                |                |                |                |                |                |                |                |                |                |

## Населення
Станом на 1989 рік у селі проживали 1122 особи, серед них — 507 чоловіків і 615 жінок.
За даними перепису населення 2001 року у селі проживала 1101 особа. Рідною мовою назвали:
| Мова       | Кількість осіб | Відсоток |
| ---------- | -------------- | -------- |
| українська | 1101           | 100,00 % |

## Політика
Голова сільської ради — Нащук Ганна Юріївна, 1964 року народження, вперше обрана у 2006 році. Інтереси громади представляють 16 депутатів сільської ради:
| Партія        | Кількість депутатів | Відсоток |
| ------------- | ------------------- | -------- |
| самовисування | 16                  | 100,00 % |

На виборах у селі Гостів працює окрема виборча дільниця, розташована в приміщенні будинку культури. Результати виборів:
- Парламентські вибори 2002: зареєстровано 762 виборці, явка 75,46 %, найбільше голосів віддано за Блок Віктора Ющенка «Наша Україна» — 64,87 %, за партію «За єдину Україну!» — 20,00 %, за Блок Юлії Тимошенко — 3,30 %. В одномандатному окрузі найбільше голосів отримав Богдан Клюк (самовисування) — 56,17 %, за Романа Ткача (Блок Віктора Ющенка «Наша Україна») — 26,61 %, за Степана Яворського (Комуністична партія України) — 2,09 %[17].
- Вибори Президента України 2004 (перший тур): зареєстровано 753 виборці, явка 89,76 %, з них за Віктора Ющенка — 88,26 %, за Віктора Януковича — 7,27 %, за Олександра Яковенка — 0,82 %[18].
- Вибори Президента України 2004 (другий тур): зареєстровано 753 виборці, явка 83,53 %, з них за Віктора Ющенка — 92,68 %, за Віктора Януковича — 6,51 %[18].
- Вибори Президента України 2004 (третій тур): зареєстровано 753 виборці, явка 89,51 %, з них за Віктора Ющенка — 98,07 %, за Віктора Януковича — 0,74 %[18].
- Парламентські вибори 2006: зареєстровано 756 виборців, явка 79,37 %, найбільше голосів віддано за блок Наша Україна — 55,67 %, за Блок Юлії Тимошенко — 22,17 %, за партію «Відродження» — 7,67 %[19].
- Парламентські вибори 2007: зареєстровано 753 виборці, явка 73,57 %, найбільше голосів віддано за блок Наша Україна — Народна самооборона — 61,19 %, за Блок Юлії Тимошенко — 28,16 %, за Партію регіонів — 2,53 %[20].
- Вибори Президента України 2010 (перший тур): зареєстровано 750 виборців, явка 75,33 %, найбільше голосів віддано за Юлію Тимошенко — 36,64 %, за Віктора Ющенка — 23,41 %, за Арсенія Яценюка — 19,82 %[21].
- Вибори Президента України 2010 (другий тур): зареєстровано 745 виборців, явка 73,96 %, з них за Юлію Тимошенко — 90,38 %, за Віктора Януковича — 7,62 %[22].
- Парламентські вибори 2012: зареєстровано 747 виборців, явка 63,86 %, найбільше голосів віддано за Всеукраїнське об'єднання «Батьківщина» — 53,04 %, за Всеукраїнське об'єднання «Свобода» — 15,30 % та УДАР — 9,85 %.[23] В одномандатному окрузі найбільше голосів отримав Володимир Купчак (Всеукраїнське об'єднання «Батьківщина») — 56,53 %, за Миколу Круця (самовисування) — 27,76 %, за Володимира Поліша (самовисування) — 4,29 %[24].
- Вибори Президента України 2014: зареєстрований 741 виборець, явка 70,99 %, з них за Петра Порошенка — 53,80 %, за Юлію Тимошенко — 30,04 %, за Олега Ляшка — 7,22 %[25].

- Парламентські вибори в Україні 2014: зареєстровано 745 виборців, явка 62,42 %, найбільше голосів віддано за «Народний фронт» — 29,25 %, за Блок Петра Порошенка — 18,28 % та Всеукраїнське аграрне об'єднання «Заступ» — 15,70 %.[26] В одномандатному окрузі найбільше голосів отримав Михайло Довбенко (Блок Петра Порошенка) — 43,75 %, за Миколу Зелінського (Всеукраїнське об'єднання «Батьківщина») проголосували 9,27 %, за Василя Кіндія (Об'єднання «Самопоміч») — 9,05 %[27].
- Вибори Президента України 2019: зареєстровано 743 виборці, явка 58,99%,найбільше голосів віддано за Володимира Зеленського

## Релігія
У центрі села на пагорбі була Гостівська церква, збудована у 1775 році. Фундатором церкви був пан Адам Калиновський. Церква була побудована у гуцульському стилі з трьома банями та дерев'яним перекриттям. Поряд з церквою була чотирьохповерхова дерев'яна дзвіниця.
У роки СРСР церква була закрита, а влада таким чином намагалася змусити громаду села прийняти російське православ'я. 13 травня 1983 року Гостівська церква була зруйнована за наказом начальника міліції Тлумацького району.
У 1989 році було розпочато будівництво нового храму Юрія Переможця. Цьому сприйли голова церковного комітету Мельничук Йосип та єпископ Павло Василик. Архітектори та розробники проекту церкви - Судак Володимир та Чокан Василь Павлович.
Сьогодні при церкві діє Маріїнська дружина, куди входять близько 70-ти дітей. Настоятель храму — отець Володимир Майданчук.

## Культура
У 1990 році при Гостівській СШ був створений осередок товариства "Просвіта". Серед просвітян переважали вчителі. Головою товариства "Просвіта" стала Ткачук-Гук Галина Михайлівна. Просвітяни провели ряд просвітницько-культурних заходів. Разом з членами "Молодої Просвіти" вони організували урочисте святкування 565-ліття Дня заснування Гостова. Багато проведено екскурсій в м. Яремче та село Старий Угринів, батьківщину Степана Бандери, до Меморіального комплексу, у м. Івано-Франківськ у Краєзнавчий музей, на Дністер у село Підвербці.
У 1990 році при Гостівській СШ було створено осередок Товариства української мови імені Тараса Шевченка. Щороку члени "Просвіти" проводять урочисті вшанування пам'яті Тараса Шевченка.
У Гостові є народний фольклорний колектив «Гостівчанка», у якому виступає і сільський голова, Ганна Нащук.
У 2017 році головою товариства "Просвіта"  стала  Василенчук Галина Мирославівна. Просвітяни організували урочисте святкування 580-ліття Дня заснування Гостова. Організовано прощі до Зарваниці, Погоні,Гошева.

## Соціальна сфера
Населений пункт газифікований, заклади соціальної сфери представлені дитячим садочком, середньою школою, клубом, бібліотекою, фельдшерсько-акушерським пунктом і відділенням зв'язку. Дитячий садочок «Дзвіночок» на сорок місць був побудований завдяки перемозі місцевої громади у Всеукраїнському конкурсі з проектом «Інноваційна модель громадського управління дитячого садочка». У дошкільному закладі працює 10 спеціалістів, які доглядають як місцевих дітей, так і малюків з сусідніх сіл (Тарновиці, Кривотули та Красилівки). Подібний проект був реалізований і для заміни вікон у місцевій школі. Кошти на нього були отримані після виграшу в конкурсі ЄС і ПРООН «Місцевий розвиток, орієнтований на громаду».
На території села є спортивний майданчик із штучним покриттям. 
Також у Гостові розміщується музей отця Петра Голейка — місцевого пароха, у центрі стоїть пам'ятник Івану Франку.
Послуги мешканцям і гостям села надають 2 магазини.

## Відомі люди
- Анатоль Базилевич (1887—1940) — український релігійний, громадський та військовий діяч, священник УГКЦ, військовий капелан.
- Оленюк Михайло-«Олег» — хорунжий УПА, сотенний сотні «Залізні» ТВ-22 «Чорний ліс».[30]